# Список глав правительства Суринама
Список глав правительства Суринама включает в себя руководителей правительства Суринама со времени создания в 1948 году в нидерландской колонии Суринам правительственных коллегий с целью подготовки и проведения первых парламентских выборов, наделённых полномочиями по решению внутригосударственных вопросов и преобразованных в 1949 году в Правительственный совет (), премьер-министров Суринама как составной части Королевства Нидерландов () и как независимой республики ().
С 1988 года правительством страны руководит вице-президент Республики Суринам (нидерл. Vicepresident van de Republiek Suriname) (). Пост был установлен Конституцией, одобренной на состоявшемся 30 сентября 1987 года референдуме, и вступившей в силу через месяц. В статье 116 основного закона определено, что вице-президент отвечает за повседневное руководство правительством, будучи подотчётен в этом возглавляющему исполнительную власть президенту. Национальная ассамблея (нидерл. De Nationale Assemblée) избирает президента и вице-президента на пятилетний срок.
Применённая в первом столбце таблиц нумерация является условной. Также условным является использование в первых столбцах цветовой заливки, служащей для упрощения восприятия принадлежности лиц к различным политическим силам без необходимости обращения к столбцу, отражающему партийную принадлежность. В столбце «Выборы» отражены состоявшиеся выборные процедуры, сформировавшие состав парламента, поддерживавший или избравший главу правительства или иные основания для получения им полномочий.

## Суринам (колония, 1948—1954)

Герб колонии

После введения в нидерландской колонии Суринам (нидерл. Kolonie Suriname) всеобщего избирательного права с целью подготовки и проведения первых парламентских выборов 3 апреля 1948 года была создана Коллегия содействия (нидерл. College van Bijstand) под председательством Артура Мая, 25 июня 1948 года преобразованная в Коллегию общего управления (нидерл. College van Algemeen Bestuur). На состоявшихся 30 мая 1949 года выборах большинство мест в Штатах Суринама получила Национальная партия Суринама, предложившая руководство коллегией Юлиусу де Миранде, а 20 января 1950 года — добившаяся её преобразования в Правительственный совет (нидерл. Regeringsraad).
В 1954 году нидерландские колонии, включая Суринам, подписали с метрополией Статут Королевства Нидерландов (нидерл. Statuut voor het Koninkrijk der Nederlanden), рамочную конституцию для федерации, объединяющей имеющие собственные конституции составные части, одной из которых 15 декабря 1954 года стал составной частью Королевства Нидерландов.
|          | Портрет         | Имя (годы жизни)                                                                                 | Полномочия      | Полномочия                                                                                     | Партия          | Выборы                       | Должность                                                                       | Пр.           |
| Начало   | Портрет         | Имя (годы жизни)                                                                                 | Окончание       |                                                                                                | Партия          | Выборы                       | Должность                                                                       | Пр.           |
| -------- | --------------- | ------------------------------------------------------------------------------------------------ | --------------- | ---------------------------------------------------------------------------------------------- | --------------- | ---------------------------- | ------------------------------------------------------------------------------- | ------------- |
| 1 (I—II) |                 | Артур Йохан Май (1903—1979) нидерл. Arthur Johan May                                             | 5 апреля 1948   | 25 июня 1948                                                                                   | независимый     | [ комм. 2 ]                  | председатель Коллегии содействия нидерл. Voorzitter van de College van Bijstand | [ 5 ] [ 6 ]   |
| 1 (I—II) | 25 июня 1948    | Артур Йохан Май (1903—1979) нидерл. Arthur Johan May                                             | 21 июня 1949    | председатель Коллегии общего управления нидерл. Voorzitter van de College van Algemeen Bestuur | независимый     | [ комм. 2 ]                  |                                                                                 | [ 5 ] [ 6 ]   |
| 2 (I—II) |                 | Юлиус Сезар де Миранда (1906—1956) нидерл. Julius Caesar de Miranda                              | 21 июня 1949    | председатель Коллегии общего управления нидерл. Voorzitter van de College van Algemeen Bestuur | 20 января 1950  | Национальная партия Суринама | 1949                                                                            | [ 7 ] [ 11 ]  |
| 2 (I—II) | 20 января 1950  | Юлиус Сезар де Миранда (1906—1956) нидерл. Julius Caesar de Miranda                              | 2 апреля 1951   | председатель Правительственного совета нидерл. Voorzitter van de Regeringsraad                 |                 | Национальная партия Суринама | 1949                                                                            | [ 7 ] [ 11 ]  |
| 3        |                 | Жак Адам Дрилсма (1886—1974) нидерл. Jacques Adam Drielsma                                       | 2 апреля 1951   | председатель Правительственного совета нидерл. Voorzitter van de Regeringsraad                 | 4 июня 1951     | независимый                  | 1951                                                                            | [ 12 ] [ 13 ] |
| 4        |                 | Йоханнес Ате Эйлберт Бёйскол (1899—1960) нидерл. Johannes Ate Eildert Buiskool                   | 4 июня 1951     | председатель Правительственного совета нидерл. Voorzitter van de Regeringsraad                 | 6 сентября 1952 | независимый                  | 1951                                                                            | [ 14 ]        |
| 5        |                 | Андриан Корнелис Яспер Мариус Алберга (1887—1952) нидерл. Adriaan Cornelis Jasper Marius Alberga | 6 сентября 1952 | председатель Правительственного совета нидерл. Voorzitter van de Regeringsraad                 | 4 декабря 1952  | независимый                  | 1951                                                                            | [ 12 ] [ 15 ] |
| и. о.    |                 | Архибалд Кюрри (1888—1986) нидерл. Archibald Currie                                              | 4 декабря 1952  | председатель Правительственного совета нидерл. Voorzitter van de Regeringsraad                 | 20 августа 1954 | Национальная партия Суринама | 1951                                                                            | [ 16 ] [ 17 ] |
| 6        | 20 августа 1954 | Архибалд Кюрри (1888—1986) нидерл. Archibald Currie                                              | 15 декабря 1954 | председатель Правительственного совета нидерл. Voorzitter van de Regeringsraad                 |                 | Национальная партия Суринама | 1951                                                                            | [ 16 ] [ 17 ] |

## Суринам (в составе Королевства Нидерландов, 1954—1975)

Флаг (1954—1975)

В 1954 году нидерландские колонии, включая Суринам, подписали с метрополией Статут Королевства Нидерландов (нидерл. Statuut voor het Koninkrijk der Nederlanden), рамочную конституцию для федерации, объединяющей обладающие собственными конституциями составные части королевства, одной из которых 15 декабря 1954 года стал составной частью Королевства Нидерландов. Правительственный совет (нидерл. Regeringsraad) колонии был преобразован в правительство во главе с премьер-министром (дословно — министром-президентом, нидерл. Minister-President van Suriname), формирование которого осуществлялось парламентским большинством.
В мае 1973 года премьер-министром Нидерландов стал Йоханнес Мартен ден Эйл, выступивший за предоставление Суринаму и Нидерландским Антильским островам независимости. Однако Нидерландские Антильские острова предпочли остаться в составе королевства, и переговорный процесс был начат только с Суринамом, где в декабре 1973 года противников независимости сменило стремящееся к ней правительство Национальной партии Суринама. Двухлетние переговоры завершились 25 ноября 1975 года провозглашением Республики Суринам.
|          | Портрет | Имя (годы жизни)                                                          | Полномочия      | Полномочия      | Партия                            | Выборы      | Пр.           |
| Начало   | Портрет | Имя (годы жизни)                                                          | Окончание       |                 | Партия                            | Выборы      | Пр.           |
| -------- | ------- | ------------------------------------------------------------------------- | --------------- | --------------- | --------------------------------- | ----------- | ------------- |
| 6        |         | Архибалд Кюрри (1888—1986) нидерл. Archibald Currie                       | 15 декабря 1954 | 16 апреля 1955  | Национальная партия Суринама      | [ комм. 5 ] | [ 16 ] [ 17 ] |
| 7        |         | Йохан Хенри Элиза Феррир (1910—2010) нидерл. Johan Henri Eliza Ferrier    | 16 апреля 1955  | 16 июля 1958    | Национальная партия Суринама      | 1955        | [ 21 ] [ 22 ] |
| 8        |         | Северинюс Дезире Эманюэлс (1910—1981) нидерл. Severinus Desiré Emanuels   | 16 июля 1958    | июнь 1963       | Национальная партия Суринама      | 1958        | [ 23 ] [ 24 ] |
| 9 (I—II) |         | Йохан Адолф Пенгел (1916—1970) нидерл. Johan Adolf Pengel                 | июнь 1963       | 5 марта 1969    | Национальная партия Суринама      | 1963        | [ 25 ] [ 26 ] |
| 9 (I—II) | 1967    | Йохан Адолф Пенгел (1916—1970) нидерл. Johan Adolf Pengel                 | июнь 1963       | 5 марта 1969    | Национальная партия Суринама      |             | [ 25 ] [ 26 ] |
| и. о.    |         | Артур Йохан Май (1903—1979) нидерл. Arthur Johan May                      | 5 марта 1969    | 20 ноября 1969  | независимый                       | [ 5 ] [ 6 ] |               |
| 10       |         | Жюль Седней (1922—2020) нидерл. Jules Sedney                              | 20 ноября 1969  | 24 декабря 1973 | Прогрессивная национальная партия | 1969        | [ 27 ] [ 28 ] |
| 11 (I)   |         | Хенк Алфонсюс Эжен Аррон (1936—2000) нидерл. Henck Alphonsus Eugène Arron | 24 декабря 1973 | 25 ноября 1975  | Национальная партия Суринама      | 1973        | [ 29 ] [ 30 ] |

## Премьер-министры республики (1975—1988)

Штандарт премьер-министра (1975—1988)

Переговорный процесс о предоставлении Суринаму независимости был завершён 25 ноября 1975 года провозглашением Республики Суринам (нидерл. Republiek Suriname), при этом порядок формирования правительства страны и роль его главы остались прежними. Её президентом и главой государства стал последний представлявший интересы нидерландского государства губернатор Йохан Феррир.
Пришедшая к власти в результате совершённого 25 февраля 1980 года военного переворота группа из 16 сержантов объявила о создании Национального военного совета (НВС) во главе с лидером профсоюза военнослужащих Дезире Делано Баутерсе. Правительство Хенка Аррона было обвинено в коррупции и низложено, сам он — арестован. Вплоть до 1987 года, когда на состоявшемся 30 сентября референдуме была одобрена новая конституция и 25 ноября проведены парламентские выборы, НВС контролировал формирование правительства, в состав которых могли входить представители вооружённых сил, профсоюзных объединений и ассоциаций деловых кругов, реже — политических партий, осуществлял назначение премьер-министров и президентов страны.
|                                                             | Портрет         | Имя (годы жизни)                                                                                     | Полномочия      | Полномочия | Партия | Выборы       | Кабинет     | Пр.           |
| Начало                                                      | Портрет         | Имя (годы жизни)                                                                                     | Окончание       | | Партия | Выборы       | Кабинет     | Пр.           |
| ----------------------------------------------------------- | --------------- | --- | --------------- | --- | --- | ------------ | ----------- | ------------- |
| 11 (I—II)                                                   |                 | Хенк Aлфонсюс Эжен Аррон (1936—2000) нидерл. Henck Alphonsus Eugène Arron                            | 25 ноября 1975  | 28 декабря 1977 | Национальная партия Суринама в коалиции с Националистической республиканской партией, Прогрессивной народной партией Суринама и Kerukunan Tulodo Prenatan Inggil | [ комм. 9 ]  | Аррон—I     | [ 29 ] [ 30 ] |
| 11 (I—II)                                                   | 28 декабря 1977 | Хенк Aлфонсюс Эжен Аррон (1936—2000) нидерл. Henck Alphonsus Eugène Arron                            | 25 февраля 1980 | Национальная партия Суринама в коалиции с Прогрессивной народной партией Суринама, Обновлённой прогрессивной партией и Kerukunan Tulodo Prenatan Inggil | 1977 | Аррон—II     |             | [ 29 ] [ 30 ] |
| С 25 февраля до 15 марта 1980 года пост вакантен            |                 | |                 | | |              |             |               |
| 12 (I—II)                                                   |                 | Хендрик Рудолф Чин А Сен (1934—1999) нидерл. Hendrik Rudolf Chin A Sen                               | 15 марта 1980   | 15 августа 1980 | независимый | [ комм. 12 ] | Чин А Сен—I | [ 34 ] [ 35 ] |
| 12 (I—II)                                                   | 15 августа 1980 | Хендрик Рудолф Чин А Сен (1934—1999) нидерл. Hendrik Rudolf Chin A Sen                               | 4 февраля 1982  | [ комм. 14 ] | независимый | Чин А Сен—II |             | [ 34 ] [ 35 ] |
| С 4 февраля до 31 марта 1982 года пост вакантен             |                 | |                 | | |              |             |               |
| 13                                                          |                 | Хенри Роэлл Нейхорст (1940—) нидерл. Henry Roëll Neijhorst                                           | 31 марта 1982   | 9 декабря 1982 | независимый | [ комм. 12 ] | Нейхорст    | [ 36 ] [ 37 ] |
| С 9 декабря 1982 года до 26 февраля 1983 года пост вакантен |                 | |                 | | |              |             |               |
| 14                                                          |                 | Лиакат Али Эррол Алибюкс (1940—) нидерл. Liakat Ali Errol Alibux                                     | 26 февраля 1983 | 8 января 1984 | Прогрессивный союз рабочих и фермеров | [ комм. 12 ] | Алибюкс     | [ 38 ] [ 39 ] |
| С 8 января года до 3 февраля 1984 года пост вакантен        |                 | |                 | | |              |             |               |
| 15 (I—II)                                                   |                 | Виллем Альфред Уденхаут (1937—2023) нидерл. Willem Alfred Udenhout                                   | 3 февраля 1982  | 1 января 1985 | независимый | [ комм. 12 ] | Уденхаут—I  | [ 40 ] [ 41 ] |
| 15 (I—II)                                                   | 1 января 1985   | Виллем Альфред Уденхаут (1937—2023) нидерл. Willem Alfred Udenhout                                   | 17 июля 1986    | Уденхаут—II | независимый | [ комм. 12 ] |             | [ 40 ] [ 41 ] |
| 16 (I)                                                      |                 | Претапнариан Сав Радехеран Радакишун (1934—2001) нидерл. Pretaapnarian Shawh Radhecheran Radhakishun | 17 июля 1986    | 7 апреля 1987 | Прогрессивная реформаторская партия | [ комм. 12 ] | Радакишун   | [ 42 ] [ 43 ] |
| 17 (I)                                                      |                 | Жюль Алберт Вейденбос (1941—2025) нидерл. Jules Albert Wijdenbosch                                   | 7 апреля 1987   | 26 января 1988 | Национальная демократическая партия | [ комм. 12 ] | Вейденбос—I | [ 44 ] [ 45 ] |

## Вице-президенты республики (с 1988)

Флаг (с 1975)

В процессе демократизации Суринама на состоявшемся 30 сентября 1987 года референдуме была одобрена новая Конституция, установившая пост вице-президента (нидерл. Vicepresident van de Republiek Suriname), который ex officio является председателем Совета министров (нидерл. Voorzitter van de Raad van Ministers) и отвечает за повседневное руководство правительством, будучи подотчётен в этом возглавляющему исполнительную власть президенту. Национальная ассамблея (нидерл. De Nationale Assemblée) избирает президента и вице-президента на пятилетний срок.
Проведённые 25 ноября 1987 года выборы принесли победу Фронту за демократию и развитие, объединившему оппозиционные Дезире Баутерсе силы, и позволили 26 января 1988 года возглавить правительство свергнутому им в 1980 году Хенку Аррону. 22 декабря 1990 года Баутерсе подал в отставку с поста командующего национальной армией, завив о нежелании «выполнять приказы клоуна»; 24 декабря исполняющий обязанности командующего Иван Граногст по телефону проинформировал президента и вице-президента об их отстранении (что получило название «телефонного переворота»). После получения от них заявлений об отставке 29 декабря на эти посты были избраны Йоханнес Крааг и Жюль Вейденбос, 31 декабря Баутерсе был восстановлен на посту главнокомандующего.
|                                                            | Портрет | Имя (годы жизни)                                                                                     | Полномочия       | Полномочия       | Партия | Выборы       | Пр.           |
| Начало                                                     | Портрет | Имя (годы жизни)                                                                                     | Окончание        |                  | Партия | Выборы       | Пр.           |
| ---------------------------------------------------------- | ------- | --- | ---------------- | ---------------- | --- | ------------ | ------------- |
| 11 (III)                                                   |         | Хенк Алфонсюс Эжен Аррон (1936—2000) нидерл. Henck Alphonsus Eugène Arron                            | 26 января 1988   | 29 декабря 1990  | Национальная партия Суринама в составе Фронта за демократию и развитие с участием Прогрессивной реформаторской партии и Kerukunan Tulodo Prenatan Inggil | 1987         | [ 29 ] [ 30 ] |
| С 29 декабря 1990 года до 7 января 1991 года пост вакантен |         | |                  |                  | |              |               |
| 17 (II)                                                    |         | Жюль Алберт Вейденбос (1941—2025) нидерл. Jules Albert Wijdenbosch                                   | 7 января 1991    | 16 сентября 1991 | Национальная демократическая партия в коалиции с Национальной партией Суринама | [ комм. 18 ] | [ 44 ] [ 45 ] |
| 18 (I)                                                     |         | Жюль Раттанкумар Айодия (1945—2024) нидерл. Jules Rattankoemar Ajodhia                               | 16 сентября 1991 | 15 сентября 1996 | Прогрессивная реформаторская партия в составе Нового фронта за демократию и развитие с участием Национальной партии Суринама, Суринамской партии труда и Kerukunan Tulodo Prenatan Inggil | 1991         | [ 47 ] [ 48 ] |
| 16 (II)                                                    |         | Претапнариан Сав Радехеран Радакишун (1934—2001) нидерл. Pretaapnarian Shawh Radhecheran Radhakishun | 15 сентября 1996 | 12 августа 2000  | Основная партия обновления и демократии в коалиции с Национальной демократической партией, Обновлённой прогрессивной партией, Политическим крылом ФАСР, Независимой прогрессивной демократической альтернативой и Kerukunan Tulodo Prenatan Inggil                                                    | 1996         | [ 49 ] [ 50 ] |
| 18 (II)                                                    |         | Жюль Раттанкумар Айодия (1945—2024) нидерл. Jules Rattankoemar Ajodhia                               | 12 августа 2000  | 12 августа 2005  | Прогрессивная реформаторская партия в составе Нового фронта за демократию и развитие с участием Национальной партии Суринама, Суринамской партии труда и Pertjajah Luhur | 2000         | [ 47 ] [ 48 ] |
| 19                                                         |         | Рамдин Сардьу (1935—) нидерл. Ramdien Sardjoe                                                        | 12 августа 2005  | 12 августа 2010  | Прогрессивная реформаторская партия в составе Нового фронта за демократию и развитие с участием Национальной партии Суринама, Суринамской партии труда и Pertjajah Luhurи в коалиции с Братством и единством в политике, Всеобщей партией освобождения и развития и Демократической альтернативой ’91 | 2005         | [ 51 ] [ 52 ] |
| 20                                                         |         | Роберт Лео Антониюс Амерали (1961—) нидерл. Robert Leo Antonius Ameerali                             | 12 августа 2010  | 12 августа 2015  | Всеобщая партия освобождения и развития в коалиции с Мегакомбинацией в составе Национальной демократической партии, Нового Суринама, Kerukunan Tulodo Prenatan Inggil и Прогрессивного союза рабочих и фермеров, а также А-комбинацией и Pertjajah Luhur                                              | 2010         | [ 53 ] [ 54 ] |
| 21                                                         |         | Майкл Асхвин Сатиандре Адхин (1980—) нидерл. Michael Ashwin Satyandre Adhin                          | 12 августа 2015  | 16 июля 2020     | Национальная демократическая партия | 2015         | [ 55 ] [ 56 ] |
| 22                                                         |         | Ронни Брюнсвейк (1961—) нидерл. Ronnie Brunswijk                                                     | 16 июля 2020     | 16 июля 2025     | Прогрессивная реформаторская партия в коалиции с Всеобщей партией освобождения и развития, Национальной партией Суринама и Pertjajah Luhur | 2020         | [ 57 ] [ 58 ] |
| 23                                                         |         | Грегори Аллан Русланд (1959—) нидерл. Gregory Allan Rusland                                          | 16 июля 2025     | действующий      | Национальная партия Суринама | 2025         | [ 59 ] [ 60 ] |